# ساکسونبرگ
ساکسونبرگ (به انگلیسی: Saxonburg) یک منطقهٔ مسکونی در ایالات متحده آمریکا است که در شهرستان باتلر، پنسیلوانیا واقع شده‌است. ساکسونبرگ ۲٫۳۵ کیلومتر مربع مساحت و ۱٬۵۲۵ نفر جمعیت دارد.

## خواهرخوانده
شهر مولهاوزن خواهرخواندهٔ ساکسونبرگ هست.